# Фольклор в Ветхом Завете
Фолькло́р в Ветхо́м Заве́те (англ. Folk-lore in the Old Testament) — одна из работ Джеймса Джорджа Фрэзера, известного британского учёного шотландского происхождения. Первое трехтомное издание вышло в 1918, позже сжатое им до одного тома (1923).

## Содержание
Вся книга разбита на несколько частей:
1. Древнейшая эпоха существования мира
Сюда входят события от сотворения мира до Великого потопа.
- Сотворение человека
- Грехопадение
- Каинова печать
- Великий потоп
- Вавилонская башня

2. Эпоха патриархов
- Договор между богом и Авраамом
- Наследия Иакова, или минорат
- Иаков и козьи шкуры, или « вторичное рождение»
- Иаков в Вефиле
- Иаков у колодца
- Договор в Галааде
- Иаков у переправы через Иавок
- Чаша Иосифа

3. Эпоха судей и царей
- Моисей в тростниковой корзине
- Самсон и Далида
- « Узел жизни»
- Аэндорская волшебница
- Грех народной переписи
- Стражи порога
- Священные дубы и Трепентинные деревья
- Израильские « высоты»
- Молчание вдов

4. Закон
- Закон и его место в еврейской истории
- Не вари козленка в молоке матери его
- Самоистязания в знак траура по умершим
- Бодливый бык
- Золотые колокольчики

## Научная ценность
Как и в Золотой ветви Дж. Фрэзер продолжает исследовать фольклор с помощью сравнительно-эволюционного метода. Изучая легенду о сотворении мира, учёный на обширном этнографическом материале показывает распространенность подобных верований у многих других народов мира, связь возникновения легенд о происхождении человека с землей (например, у многих народов земля или глина, из которой был создан человек, были красного цвета, что, вероятно, отождествлялось с кровью; в Палестине почва имеет красноватый или коричневый оттенок).

Более подробное исследование Дж. Фрэзер проводит при изучении «грехопадения». Так, изучая образ змея-искусителя как на библейском источнике, так и у других народов, он приходит к выводу, что:
 Люди, которые связывают своё бессмертие со сменой кожи у змей, ящериц, жуков и прочих животных, естественно, смотрят на них как на своих ненавистных соперников, лишивших человечество великого блага, предоставленного им богом или природой. Отсюда легенды о том, как могло случиться, что столь несовершенные создания сумели отнять у нас столь бесценный дар. Подобные легенды широко распространены по всему миру, и было бы удивительно не встретить их среди семитов.

Так на основании сравнивания Дж. Фрэзер объясняет ветхозаветные повествования (например, интересно толкование запрета «не варить козленка в молоке матери его», который был непонятен уже раннесредневековым толкователям).

## Отзывы учёных о труде
Советский религиовед С. А. Токарев давал следующую оценку этому научному труду: 
Эволюционистский метод вполне оправдал себя, особенно в уразумении первых страниц Библии, повествующих о «сотворении» первых людей и о жизни их в раю. Фрэзеру удалось убедительно показать широкую распространенность у народов разных стран мифологических мотивов, которые не привлекали к себе внимания, но которые, видимо, лежали в основе библейской повести о первых людях. В частности, прекрасно разъяснена мифологема смерти: мотив омоложения через сбрасывание кожи (отсюда змея в рассказе о грехопадении) и мотив ложной вести (змея обманула первых людей). Сочетание этих двух мотивов и составило канву библейского рассказа о грехопадении и об утрате бессмертия… Подчеркнем здесь одну важную сторону научного творчества Джеймса Фрэзера — его идейную направленность. Как в этой книге, так и в других Фрэзер выступает как либеральный, свободомыслящий ученый, поднимающийся порой до понимания исторических связей фактов, которыми так богата книга. В то же время Фрэзер избегает резких оценок, предпочитая выступать с «объективистских», «нейтральных» позиций. Но материал его книги говорит сам за себя, особенно там, где речь идет о религиозно-магических обрядах.
Современные фольклористы подвергли критике теоретические основания поиска палеофольклорных истоков Ветхого Завета. Так, П. Киркпатрик в своей книге «Ветхий Завет и изучение фольклора» показывает, что поиск устных жанровых истоков для текстов Писания полностью определялся представлениями о «фольклоре», господствовавшими в науке того или иного периода. Показательно в этой связи, что Книга Бытия, которую считали наиболее «фольклорной» и потому архаичной, согласно новейшим текстологическим исследованиям оказалась сравнительно поздней частью Ветхого Завета.

## Издания на русском языке
- Дж. Фрэзер. [lib.ru/HRISTIAN/ATH/folklore.txt Фольклор в Ветхом Завете] = Folk-lore in the Old Testament / Пер. с англ. Д. С. Вольпин; под ред. Макаровой Н. Г.. — М.: АСТ, 2003. — (Philosophy). — ISBN 5-17-018358-5.
- Дж. Фрэзер. Фольклор в Ветхом Завете / пер. с англ, предисл. и коммент. С.А. Токарева. — II изд. — М.: Политиздат, 1990. — 542 с. — ISBN 5-250-01011-3.